# چپ تعزیه
چُپ تعزیه (به اردو: چپ تعزیہ) نوعی تعزیه در هند و پاکستان است که به مناسبت کشته شدن حسن عسکری در روز کشته شدن او (۸ ربیع‌الاول)اجرا می‌گردد. چُپ در زبان اردو به معنی سکوت است.